# Drégelypalánk
Drégelypalánk es un pueblo ubicado en el condado de Nógrád, Hungría.

## Superficie
Posee una superficie de 22,18 kilómetros cuadrados.

## Demografía
Hasta 2021 la población era de 1423 habitantes, con una densidad de población de 64,15 habitantes por kilómetro cuadrado.